# Seznam řek ve Švýcarsku

Povodí Švýcarska:
Rýn
→ Aara
Rhôna
Pád
Dunaj
Etsch

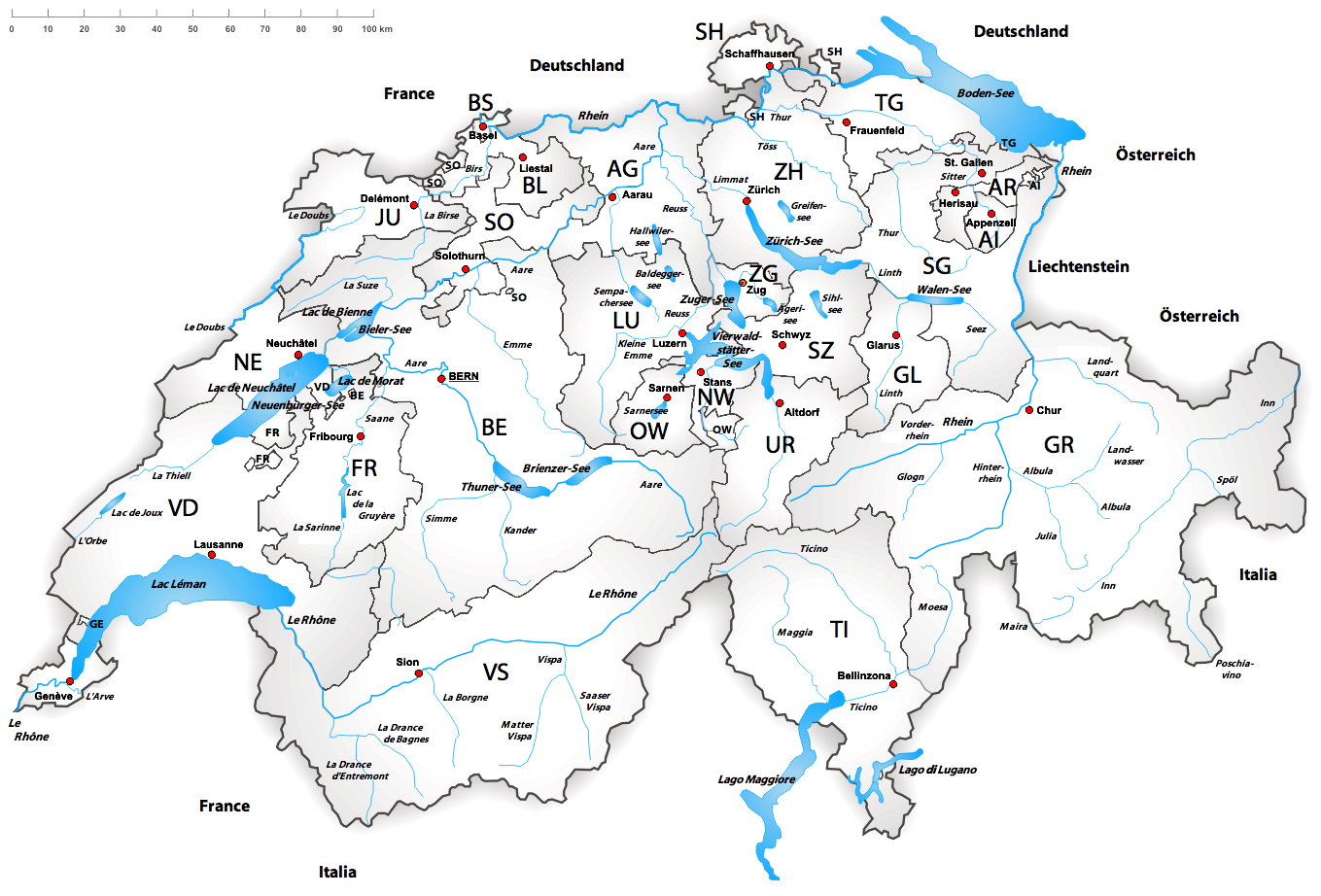
Mapa Švýcarska s největšími řekami, jezery, kantony a hlavními městy

Seznam řek ve Švýcarsku uvádí největší řeky Švýcarska bez požadované úplnosti.

## Tabulka řek
| Řeka                                 | Délka [km] | Rozloha povodí [km²] | Průměrný průtok [m³/s] | Povodňový průtok (MHQ) [m³/s] | Číslo oblasti podle HADES |
| ------------------------------------ | ---------- | -------------------- | ---------------------- | ----------------------------- | ------------------------- |
| Rýn/Rhein                            | 375        | 36 472               | 1037                   |                               | 10                        |
| Rýn bez Aary                         | 315        | 15 944               | 457                    |                               |                           |
| Aara/Aare                            | 288,2      | 17 755               | 560                    |                               | 20                        |
| Aare bez Reussu                      | 273        | 11 729               | 315                    |                               |                           |
| Rhôna (de: Rhone, Rotten, fr: Rhôna) | 264        | 10 427               | 340                    | 973,2                         | 50                        |
| Reuss                                | 158        | 3425                 | 140                    |                               | 30                        |
| Orbe/Zihl                            | 118        | 2672                 | 55,5                   |                               |                           |
| Linth/Limmat                         | 140        | 2416                 | 101                    |                               | 40                        |
| Inn (rm: En)                         | 104        | 2150                 | 53,3                   | 272,6                         | 80                        |
| Sána (de: Saane, fr: Sarine)         | 128        | 1892                 | 53,8                   |                               |                           |
| Thur                                 | 125        | 1724                 | 47                     |                               |                           |
| Zadní Rýn/Hinterrhein                | 57,3       | 1693                 | 59,6                   |                               |                           |
| Ticino (de: Tessin)                  | 91         | 1616                 | 67,9                   | 895,5                         | 60                        |
| Přední Rýn/Vorderrhein               | 67,5       | 1514                 | 53,8                   |                               |                           |
| Doubs                                | 74         | 1310                 | 33,1                   | 231,2                         |                           |
| Kander                               | 44         | 1126                 | 42,6                   | 124,8                         |                           |

Doložená rozloha povodí: Rýn, Rhôna, Aara

Doložené povodňové průtoky (MHQ: průměr ročních maxim): Rhôna (bez La Laire), Inn (5 km před státní hranicí), Ticino, Kander (bez Stadelbachu), Doubs
Poznámky:
1. 1 2 3 4 5  Údaje se vztahují na celkovou rozlohu povodí (též mimošvýcarskou) při ústí, nebo k místu, kde opouští řeka Švýcarsko.
2. 1 2  Jsou zahrnuty povodí dle HADES přes 1000 km², malé povodí Addy (70) a Etsche/Adige (90) jsou ale z hydrografických důvodů (Adda odtéká do Pádu → Jadranu, Etsch odtéká přímo do Jadranu) vyřazeny.
3. ↑  Aara je přítok Rýnu. Aara má ale v ústí do Rýnu průtok 560 m³/s, což je více vody než má Rýn s průtokem 458 m³/s (což je součet hodnoty průtoku na posledním vodočtu v Rekingenu a hodnoty průtoku výše ústícího Wutachu). Reuss a Limmat jsou přítoky Aary – vzhledem k významu pro Švýcarsko jsou uváděny jejich povodí samostatně. Linth je horní tok řeky Limmat.
4. 1 2  Vorderrhein a Hinterrhein jsou zdrojnice Rýnu.

## Přítoky, rozloha povodí a průtoky
Uvedeny jsou řeky s délkou přes 50 km nebo řeky s rozlohou povodí přes 500 km² v rámci Švýcarska. Průtoky se rozumí průměrný průtok (MQ) dle uvedeného údaje v infoboxu článku. 
- Rýn (jen Švýcarsko) – 375 km – 36 472 km² – 1037 m³/s – (celkově: délka 1238,8 km, rozloha povodí s Mázou 218 300 km², průtok na německo-nizozemské hranici 2300 m³/s, říční systém Rýnu dohromady: 2900 m³/s)
  - Vorderrhein (zdrojnice Rýnu) – 67,5 km – 1514 km² – 53,8 m³/s
  - Hinterrhein (zdrojnice Rýnu) – 57,3 km – 1693 km² – 59,6 m³/s
    - Albula – 36 km – 950 km² – 29,1 m³/s

  - Alpenrhein (Tamins – Bodensee) – 90 km – 6119 km² – 235 m³/s
    - Landquart 43 km – 618 km² – 25 m³/s

  - Hochrhein (Bodensee – Basel) – zvýšený průtok: od 364 m³/s (průtok při odtoku z Bodamského jezera) do 1037 m³/s
    - Thur – 125 km – 1724 km² – 47 m³/s
    - Sitter – 70 km – 340 km² – 10,2 m³/s
    - Töss – 57 km – 442 km² – 9,74 m³/s
    - Birs (fr: La Birse) – 73 km – 924 km² – 15,4 m³/s
    - Aara (de: Aare) – 295 km – 17 755 km² – 560 m³/s
      - Kander – 44 km – 1126 km² – 42,6 m³/s
        - Simme – 53 km – 594 km² – 21,1 m³/s

      - Sána (de: Saane, fr: La Sarine) – 128 km – 1892 km² – 53,8 m³/s
      - Orbe/Zihl – 118 km – 2672 km² – 55,5 m³/s
      - Broye – 72 km – 854 km² – 12,3 m³/s
      - Emme – 81,9 km – 983 km² – 20 m³/s
      - Reuss – 164,4 km – 3425 km² – 140 m³/s
        - Kleine Emme – 58 km – 477 km² – 14,3 m³/s

      - Limmat – 36,3 km (celkem 140 km – 2416 km²) – 101 m³/s
        - Linth – 104 km – 1283 km² – 54,6 m³/s
        - Sihl – 73 km – 341 km² – 6,79 m³/s
- Rhôna (de: Rhone, Rotten) (jen Švýcarsko) – 264 km – 10 427 km² – 340 m³/s – (celkově: délka 812 km, rozloha povodí 95 500 km², průtok 1800 m³/s v ústí do Středozemního moře)
  - Vispa – 40 km – 787 km² – 17,0 m³/s
  - Dranse – 44 km – 690 km² – 8,9 m³/s
  - Doubs (jen Švýcarsko) – 74 km – 1310 km² – 33,1 m³/s (celkově: délka 453 km, rozloha povodí 7710 km², průtok 176 m³/s v ústí do Rhôny)
- Ticino (de: Tessin) (jen Švýcarsko) – 91 km – 1616 km² – 68 m³/s (celkově: délka 248 km, rozloha povodí 7228 km², průtok 348 m³/s v ústí do Pádu/Po)
  - Maggia – 58,1 km – 928 km² – 47,2 m³/s
  - Tresa – 15 km – 754 km² – 23,7 m³/s
- Inn (rm: En) (jen Švýcarsko) – 104 km – 2150 km² – 58 m³/s (celkově: délka 517 km, rozloha povodí 26130 km², průtok 740 m³/s v ústí do Dunaje)